# Халдоур Лакснес
Халдоур Лакснес (исл. Halldór Kiljan Laxness, Рејкајвик, 23. април 1902 - 8.фебрар 1998) исландски је књижевник и добитник Нобелове награде за књижевност 1955. године. Најзначајнија дела су му „Исландско звоно“, „Поново нађени рај“ и „Самостални људи“.

## Дела
У делима која се баве социјалним питањима на Исланду убрајају се Салка Валка (1936), у којем је описан живот људи једног рибарског села, Независни људи (1935), прича сиромашног земљорадника о борби за економску независност, као и националистичка трилогија Исландско звоно (1943-1946). У романима приказује тешкоће да се организују радници у исландским селима где су ћудљива европска тржишта оставила без наде многе фармере и рибаре.
Његова каснија дела имају више лирског и интернационалног тона.